# Igor Paixão
Igor Guilherme Barbosa da Paixão (ur. 28 czerwca 2000 w Macapie) – brazylijski piłkarz, występujący na pozycji skrzydłowego w holenderskim klubie Feyenoord.